# Hanna Shcherba
Hanna Shcherba-Lorgeril (en bielorruso: Ганна Шчэрба; Baránavichy, URSS, 11 de enero de 1982) es una deportista bielorrusa que compitió en natación.
Ganó dos medallas de plata en el Campeonato Europeo de Natación, en los años 2002 y 2004, y cuatro medallas en el Campeonato Europeo de Natación en Piscina Corta, en los años 2002 y 2003.
Participó en los Juegos Olímpicos de Verano, en los años 2004 y 2008, ocupando el sexto lugar en Pekín 2008, en la prueba de 4 × 100 m libre.

## Palmarés internacional
| Representando a Bielorrusia         |                   |                   |                |
| Campeonato Europeo                  |                   |                   |                |
| Año                                 | Lugar             | Medalla           | Prueba         |
| 2002                                | Berlín (Alemania) | Medalla de plata  | 200 m estilos  |
| 2004                                | Madrid (España)   | Medalla de plata  | 200 m estilos  |
| Campeonato Europeo en Piscina Corta |                   |                   |                |
| Año                                 | Lugar             | Medalla           | Prueba         |
| 2002                                | Riesa (Alemania)  | Medalla de plata  | 4 × 50 m libre |
| 2002                                | Riesa (Alemania)  | Medalla de bronce | 200 m estilos  |
| 2003                                | Dublín (Irlanda)  | Medalla de plata  | 200 m estilos  |
| 2003                                | Dublín (Irlanda)  | Medalla de bronce | 100 m estilos  |